# Mission impossible (film)
Pour le jeu vidéo, voir Impossible Mission.
Pour les articles homonymes, voir Mission impossible.
Série Mission impossible
Mission impossible 2
(2000)
Pour plus de détails, voir Fiche technique et Distribution.
Mission impossible (Mission: Impossible) est un film américain réalisé par Brian De Palma et sorti en 1996.
Le film met en scène l'équipe d'IMF (Impossible Missions Force) dirigée par Jim Phelps qui a pour mission d'arrêter un espion qui va dérober la liste des agents infiltrés en Europe centrale lors d'une soirée à l'ambassade américaine à Prague. Mais l'opération tourne mal lorsque l'équipe est tuée. Le seul survivant de l'équipe, Ethan Hunt, découvre que l'opération devait démasquer une "taupe" du nom de Job au sein de l'équipe. Suspecté d'être Job, Ethan décide de rencontrer le trafiquant d'armes Max en se faisant passer pour Job afin de conclure un accord : récupérer la vraie liste à la CIA avec en échange la présence du vrai Job. Ethan monte ainsi une équipe constituée de Claire, épouse de Jim qui a également survécu, et des agents désavoués Franz Krieger et Luther Stickell pour pénétrer dans la CIA afin de voler la vraie liste. Une fois l'opération réussie, l'équipe se rend à Londres dont le dénouement de l'histoire se déroulera dans le train pour Paris...
C'est le premier opus de la série de films inspirée par la série télévisée Mission impossible créée par Bruce Geller et diffusée dans les années 1960-1970.
C'est un très grand succès commercial qui a rapporté plus de 450 millions de dollars de recettes au box-office mondial. En France, il est aussi un succès et attire plus de 4 millions de spectateurs dans les salles.

## Synopsis
À Kiev, la mort de Claire Phelps (Emmanuelle Beart) est simulée pour qu'Ethan Hunt (Tom Cruise), déguisé en russe, fasse parler un homme avant de la réanimer une fois les informations obtenues sous la surveillance de deux agents de l'IMF (Impossible Missions Force) Jack (Emilio Estevez) et Hannah (Ingeborga Dapkūnaitė). Une fois la mission accomplie, l'équipe dirigée par Jim Phelps (Jon Voight) (qui a reçu les instructions sur une vidéo dans un avion de ligne) doit se rendre à Prague pour arrêter Alexander Golytsin (Marcel Iures) et son acheteur qui s'apprêtent à dérober une disquette contenant la liste secrète des agents infiltrés en Europe centrale.
Mais au cours de l'infiltration lors d'une réception dans l'ambassade américaine pour préparer l'appréhension de l'espion ennemi, Jack meurt empalé dans une cage d'ascenseur et Jim est abattu sur le Pont Charles et tombe dans la rivière Vltava, Claire et Hannah sont tuées dans l'explosion de leur voiture. Sarah (Kristin Scott Thomas), qui suivait Golytsin, tombe tout comme lui dans un piège où ils sont mortellement poignardés par un tueur qui dérobe la liste « NOC » (Non Officiellement Couvert). Le seul survivant de l'équipe, Ethan Hunt, ayant assisté impuissant à la mort de ses équipiers avant de s'enfuir, contacte son supérieur Eugene Kittridge (Henry Czerny) pour l'informer du décès de ses coéquipiers. Ce dernier lui donne rendez-vous dans un restaurant de Prague.
Là-bas, il lui révèle que la liste était un leurre pour piéger une « taupe » infiltrée dans l'équipe et qu'il avait chargé une autre équipe de Mission Impossible de les espionner durant l'opération sans que l'équipe de Jim ait été mise au courant. Cette taupe, portant le pseudonyme de « Job », comptait revendre la disquette à un trafiquant d'armes connu sous le nom de Max (Vanessa Redgrave). Comprenant que ses amis sont morts pour presque rien, Hunt devient fou de rage, d'autant plus que son directeur le soupçonne d'être la taupe car c'est le seul survivant. Utilisant une tablette de chewing-gum explosif pour provoquer une diversion en faisant exploser l'aquarium géant du restaurant, il prend la fuite, en sachant que son supérieur va le désavouer.
Retournant à la planque, le fugitif entre en contact avec Max. Il comprend que le nom de l'opération fait référence au verset biblique 3.14 du livre de Job (Jb 3,14) et s'en sert pour contacter le trafiquant. C'est alors que Claire entre dans l'appartement. Elle lui explique qu'elle a quitté la voiture plus tôt que prévu. Il refuse de la croire au début, mais finit par lui faire confiance, après l'avoir fouillée. Il reçoit alors un message du vendeur d'armes Max qui fixe un rendez-vous avec lui. Il découvre que Max est une femme, il lui annonce qu'elle détient une fausse liste équipée d'un pisteur pour la localiser. Malgré les recommandations de Hunt, Max commence la lecture de la liste et rapidement arrivent Kittridge et des hommes de la CIA. Max et Hunt s'enfuient avant leur arrivée. Faisant désormais confiance à Hunt, elle lui demande de lui ramener la véritable liste « NOC » contre 6 millions de dollars. L'agent accepte pour 10 millions de dollars, mais à la seule condition que « Job » soit présent lors de la livraison.

QG de la CIA, Langley, Virginie.

Il doit donc se procurer la liste, en sécurité à Langley, siège de la CIA. Pour cela, il doit se trouver des partenaires, si possible désavoués. Son choix se porte sur Luther Stickell (Ving Rhames), informaticien renommé, et Franz Krieger (Jean Reno), pilote d'hélicoptère brillant en infiltration mais aux méthodes plutôt violentes. Leur mission est de pénétrer dans le bâtiment déguisés en pompiers, utiliser les conduits d'aération pour se rendre dans la chambre forte et récupérer la disquette. Pour contourner tous les systèmes de sécurité de la pièce, Ethan pénètre dans la pièce pour récupérer la liste sur disquette tout en restant en suspension, accroché par Krieger dans le conduit d'aération au-dessus de la pièce par où ils sont entrés, pendant que l'employé, empoisonné un peu plus tôt par Claire, rencontre des soucis digestifs aux toilettes. Ils peuvent compter sur Stickell qui pirate les systèmes de sécurité de la CIA à l'extérieur. L'opération est un succès et l'équipe met la main sur la vraie liste.
De retour à Londres, Hunt se rend compte que Krieger est obnubilé par la liste « NOC » et surtout par l'argent qu'il pourrait en tirer en la revendant. Il soupçonne sa fidélité et le démasque lorsqu'il tente de le doubler en croyant avoir la liste. Krieger quitte l'équipe. Plus tard, à la télévision, il apprend que sa famille a été arrêtée pour trafic de drogue. Comprenant que Kittridge veut le faire sortir de sa cachette, il téléphone à ce dernier depuis une cabine pour lui dire qu'il fait une grave erreur, puis raccroche, seulement quelques secondes avant que la CIA ne le localise (elle a seulement appris qu'il se trouve à Londres). C'est alors qu'Ethan se retrouve face à l'homme de la cabine voisine : Jim Phelps.
Il amène son ancien partenaire en lieu sûr et lui demande ce qui s'est passé à Prague. Phelps prétend qu'il a vu la taupe, et qu'il s'agissait d'Eugene Kittridge, le chef de Mission Impossible. Mais cependant, Ethan pense à autre chose et réalise, aidé par une bible oubliée par Jim, qu'il est plus logique que Jim Phelps lui-même soit la taupe, tuant tous les membres de son équipe à Prague avec la complicité de Krieger, qui manipule des couteaux similaires à celui qui a servi à poignarder Sarah, mais n'est pas encore certain de la complicité de Claire qui aurait tué Hannah. Ethan décide d'agir. Dans le TGV Londres-Paris, il donne rendez-vous à Max pour le transfert de la liste « NOC » et fait en sorte que Kittridge et ses hommes soient là.
Le lendemain, dans le trajet, Max commence le transfert. Elle envoie son complice dans le fourgon à bagages pour récupérer son argent. Mais Luther Stickell, assis au siège voisin, doit brouiller le transfert pour le retarder suffisamment longtemps pour que les agents de Mission Impossible repèrent Max. Pendant ce temps, Claire se rend dans le fourgon. Elle tombe sur Jim Phelps et lui dit de prendre l'argent avant l'arrivée d'Ethan, qu'ils devraient épargner afin qu'il soit accusé. Mais c'est en vérité à Ethan Hunt qu'elle parle, sous le masque de Jim, sa complicité avec Jim véritablement dévoilée. Soudain, Phelps surgit, récupère l'argent et braque l'espion. Mais ce dernier enfile une paire de lunettes-caméra, transmettant l'image de Jim vivant à Kittridge. De plus, Claire prend le parti d'Ethan. Jim, trahi, élimine froidement son épouse et assomme son ancien équipier avant de prendre la fuite sur le toit du train. Lorsqu'il se réveille, peu après, Claire est morte. Déterminé à en finir, il s'élance sur le toit à la poursuite de « Job ». Un hélicoptère tourne dans le ciel. C'est Krieger, venu récupérer la taupe. Dans la bataille, Ethan parvient à accrocher le câble de l'hélico au train. Krieger se retrouve coincé à l'approche du tunnel sous la Manche. Avec une habile manœuvre, il arrive à y pénétrer de justesse. Jim parvient à sauter sur l'hélico, suivi par Ethan. Ce dernier colle une tablette de chewing-gum explosif sur le pare-brise et saute. L'explosion pulvérise la cabine et Krieger avec. L'appareil pique ensuite du nez et percute la voie, broyant Phelps avant de s'encastrer contre le train. Dans le TGV, les agents du gouvernement localisent Max, récupèrent la disquette et elle propose à Kittridge une compensation.
Luther est redevenu un citoyen respectable et il est réinséré à la CIA. Hunt a succédé à Jim Phelps à la tête d'une équipe de Mission Impossible.

## Fiche technique
Sauf indication contraire, les informations mentionnées dans cette section peuvent être confirmées par les bases de données cinématographiques IMDb et Allociné,  présentes dans la section « Liens externes ».
- Titre original : Mission: Impossible
- Titre français et québécois : Mission : Impossible[1]
- Réalisation : Brian De Palma
- Scénario : David Koepp et Robert Towne, d'après une histoire de David Koepp et Steven Zaillian, d'après la série télévisée Mission impossible de Bruce Geller[2]
- Musique : Danny Elfman
  - Orchestration : Steve Bartek, Mark McKenzie, Edgardo Simone et Steven Scott Smalley
  - Montage musical : Kenneth Karman et Ellen Segal
- Direction artistique : Fred Hole
- Décors : Norman Reynolds
- Costumes : Penny Rose
- Maquillage : Lois Burwell
- Coiffure : Eithne Fennel
- Photographie : Stephen H. Burum
- Son : Ron Bartlett, Christopher Boyes[3], Tom Bellfort, Shawn Murphy, Gary Rydstrom, Gary Summers
- Montage : Paul Hirsch
- Production : Tom Cruise et Paula Wagner
  - Production déléguée : Paul Hithcock
  - Production associée : J.C. Calciano
- Sociétés de production[4] : Cruise/Wagner Productions, présenté par Paramount Pictures
- Sociétés de distribution : Paramount Pictures (États-Unis, Canada) ; United International Pictures (UIP) (France, Belgique)
- Budget : 75 millions de dollars[5],[6] ; 80 millions de dollars[7]
- Pays de production :  États-Unis
- Langues originales : anglais, français, tchèque
- Format[8] : couleur (DeLuxe) - 35 mm - 2,39:1 (Panavision) - son DTS / Dolby Digital / SDDS
- Genre : espionnage, action, aventure, thriller
- Durée : 110 minutes
- Dates de sortie[9] :
  - États-Unis, Québec : 22 mai 1996[1]
  - Suisse romande : 9 août 1996[10]
  - France : septembre 1996 (festival du cinéma américain de Deauville), 23 octobre 1996 (sortie nationale)[5]
  - Belgique : 23 octobre 1996[11]
- Classification[12] :
  - États-Unis : accord parental recommandé, film déconseillé aux moins de 13 ans (PG-13 - Parents Strongly Cautioned)[N 1]
  - France : tous publics[13]
  - Belgique : tous publics (Alle Leeftijden)[11]
  - Québec : tous publics (G - General Rating)[1]

## Distribution
- Tom Cruise (VF : Patrick Poivey) : Ethan Hunt
- Jon Voight (VF : Claude Giraud) : James « Jim » Phelps
- Emmanuelle Béart (VF : elle-même) : Claire Phelps
- Henry Czerny (VF : Daniel Nicodème) : Eugene Kittridge
- Jean Reno (VF : lui-même) : Franz Krieger
- Ving Rhames (VF : Jacques Martial) : Luther Stickell
- Kristin Scott Thomas (VF : elle-même) : Sarah Davies
- Vanessa Redgrave (VF : Danièle Girard) : Max Mitsopolis
- Ingeborga Dapkūnaitė : Hannah Williams
- Karel Dobry : Matthias
- Andreas Wisniewski (VF : Pierre Tessier) : le garde du corps de Max
- Dale Dye : Frank Barnes, le lieutenant de Kittridge
- Rolf Saxon : William Donloe, un analyste de la CIA
- Marcel Iures : Alexander Golytsin
- Garrick Hagon : le journaliste de CNN
- Emilio Estevez (VF : Serge Faliu) : Jack Harmon (non crédité)
- John McLaughlin (VF : Jean-Pierre Leroux) : le journaliste télé (caméo)

## Production

### Genèse et scénario

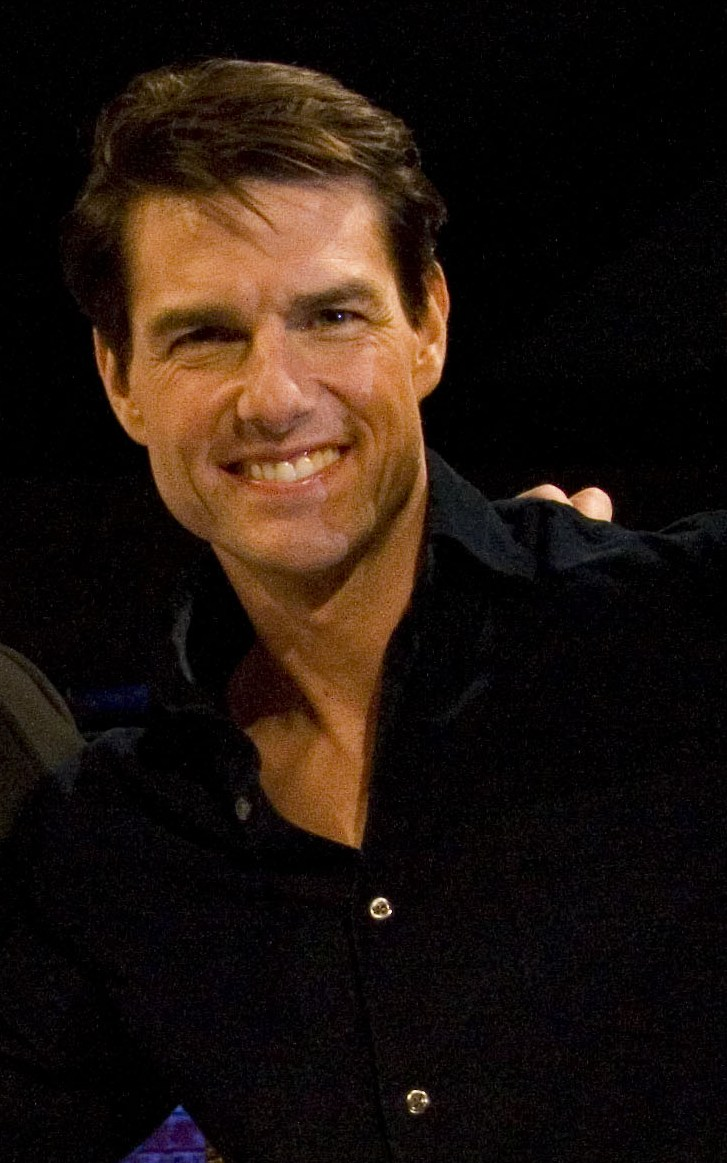
Tom Cruise en 2008.

Le film est d'abord un projet développé par la maison de production fondée depuis peu par Tom Cruise et son ancien agent Paula Wagner : la Cruise/Wagner Productions. C'est d'abord Sydney Pollack qui doit le réaliser ; Tom Cruise vient de tourner avec lui La Firme. Il y travaille pendant plus d'un an avec Gloria Katz et son époux Willard Huyck, scénaristes du film American Graffiti. Mais Pollack finit par se désintéresser du projet, désirant partir réaliser son film Sabrina. Tom Cruise a l'idée de proposer le projet à Brian De Palma, qu'il a rencontré chez Steven Spielberg et qui, après l'échec commercial relatif de L'Impasse, son précédent film, et ceux de films comme Outrages ou Le Bûcher des vanités, a absolument besoin de réaliser un film à succès pour reprendre du pouvoir et assurer son avenir dans le cinéma américain. Brian De Palma n'a jamais regardé la série mais il désire depuis longtemps mettre en scène un film d'espionnage qui se déroulerait en Europe. L'espionnage est en effet un thème qui lui convient bien, car il aime tourner des scènes de filature et montrer des personnages qui en épient d'autres. En janvier 1994 il commence à travailler avec Katz et Huyck tout en restant à l'écoute des suggestions de Tom Cruise, producteur du film. Il pense néanmoins, dès le départ, que le style ironique du couple de scénaristes déplaira finalement à l'acteur. Ce premier scénario, qui devait se dérouler entièrement aux États-Unis, déplaît finalement à l'ensemble de la production, et Brian De Palma demande alors à travailler avec Steven Zaillian, le scénariste de La Liste de Schindler.
C'est Brian De Palma qui propose d'aller tourner en Europe (il expliquera par la suite que ce n'est pas pour une question budgétaire, tourner en Europe à cette époque étant selon lui aussi cher que de tourner aux États-Unis). Il souhaite mettre en place « une structure à la Douze Salopards » : le héros incarné par Tom Cruise irait recruter son équipe partout dans le monde, allant chercher le personnage joué par Ving Rhames en Irlande tandis que celui incarné par Jean Reno se trouverait dans une prison en Inde. Le problème d'une telle structure est qu'elle ne respecte pas la trame de la série où les personnages doivent agir en équipe autour d'une mission. Or une telle trame se heurte au fait qu'il s'agit aussi de faire un film dont Tom Cruise doit être le héros. C'est ainsi qu'avec Zaillian, il arrive à l'idée que l'équipe doit mourir dès le début du film.
Steven Zaillian et Brian De Palma arrivent à un traitement de douze pages qui servira de base au scénario écrit par le scénariste David Koepp. Ensuite Tom Cruise demande à ce qu'un autre scénariste, Robert Towne travaille sur le film afin « d'étoffer les personnages ». Robert Towne est notamment le scénariste de deux autres films où Cruise a joué, Jours de tonnerre et La Firme. Il propose de supprimer la poursuite en hélicoptère qu'a prévue De Palma pour la fin du film, préférant selon le réalisateur « terminer sur les trois personnages en train de discuter dans la soute à bagages ». De Palma insiste pour réaliser cette poursuite, arguant qu'un tel film doit se terminer d'une façon « spectaculaire » ce en quoi il est suivi par Tom Cruise. Brian De Palma raconte que peu de temps avant le début du tournage, Koepp et Towne ont travaillé en même temps dans des hôtels différents, chacun réécrivant le travail de l'autre, le réalisateur devant assurer péniblement la liaison entre les deux.
Brian De Palma choisit de faire un film d'action où il y a peu de fusillades, souhaitant plutôt travailler sur les thèmes que sont la trahison et la ruse. Pour préparer le film, son ami le scénariste Jay Cocks lui fait voir plusieurs films de casse, notamment Topkapi de Jules Dassin qui, avec une séquence où un personnage est suspendu à un fil, impressionne De Palma et lui donne l'idée de la séquence du cambriolage à la CIA. Il a ensuite l'idée de faire cette séquence dans le silence complet, sans musique, à rebours des habitudes de l'époque du cinéma américain, afin de « pousser la scène le plus loin possible ». Selon David Koepp, le choix d'une séquence silencieuse vient de la lassitude du réalisateur pour les blockbusters de l'époque, qu'il juge trop bruyants.

### Attribution des rôles
Peter Graves devait reprendre son rôle de Jim Phelps dans ce film faisant suite aux deux séries auxquelles il avait participé. Mais il a refusé de jouer étant donné que son rôle a été perverti. En effet, dans le film on apprend à la fin que Jim Phelps est un traître alors qu'il n'a jamais trahi son pays et ses missions depuis plus de 30 ans selon Peter Graves.[réf. nécessaire] C'est Brian De Palma qui a l'idée de prendre Jon Voight, qu'il apprécie depuis toujours comme acteur et qu'il connaît depuis les années 1960.

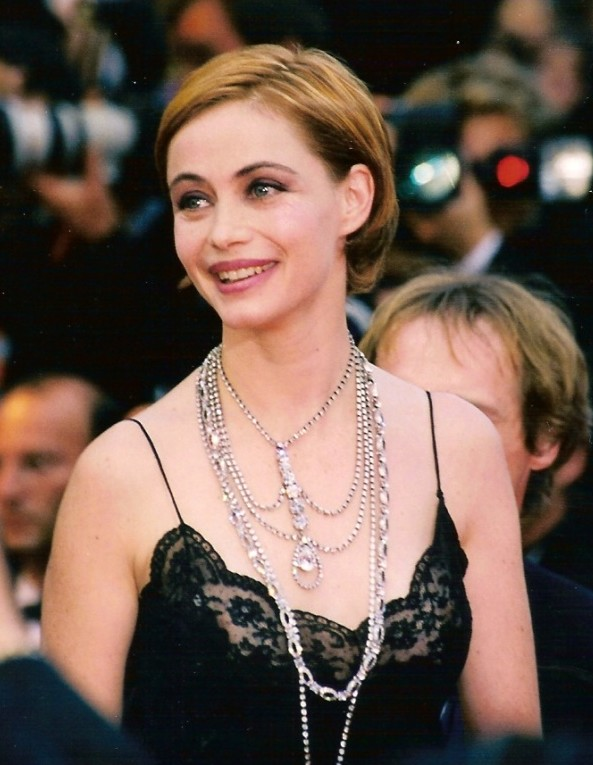
Emmanuelle Béart en 1998.

Pour le rôle de Claire, Brian De Palma rencontre de nombreuses actrices, de nationalités française, italienne et britannique et estime qu'Emmanuelle Béart est « la meilleure ». Elle lui a été présentée par le réalisateur français Régis Wargnier avec qui il est ami et qui l'avait fait tourner dans Une femme française. Il lui fait tourner un bout d'essai avec Tom Cruise et est enchanté du résultat. Néanmoins, il jugera par la suite que la relation entre Ethan et Claire ne fonctionne pas dans le film, tout en précisant qu'ils avaient beaucoup de scènes ensemble qui ont été coupées au montage. Selon David Koepp, les deux personnages devaient avoir une liaison mais elle a été supprimée des versions successives du scénario, car jugée inappropriée.
Le personnage de Max est un homme dans les premières versions du scénario. Tom Cruise étant ami avec Vanessa Redgrave il demande à Brian De Palma s'il y aurait moyen de lui offrir un rôle et propose de faire de Max une femme. Brian De Palma accepte, en particulier parce qu'il admire Vanessa Redgrave.
C'est parce qu'il a vu Le Dernier Combat et Le Grand Bleu que Brian De Palma souhaite engager Jean Reno, qu'il trouve très bon acteur et avec qui il s'entend très bien.
En discutant avec Brian De Palma et David Koepp, Ving Rhames souhaite que son personnage survive alors qu'il devait mourir dans le train. Luther Stickell deviendra le rôle le plus récurrent de la franchise avec Ethan Hunt.

### Tournage
Le tournage débute en mars 1995, plus d'un an après que Brian De Palma a commencé à travailler sur le film.
Il s'agit du film de sa carrière où Brian De Palma jouit de la plus grande liberté. Tom Cruise produit le film et le studio de production est tellement persuadé de sa réussite commerciale future qu'il est possible au réalisateur de retourner certaines scènes si De Palma estime qu'elles ne sont pas réussies. Brian De Palma a été choisi pour réaliser ce film par Tom Cruise et, s'ils ont parfois des désaccords, ils arrivent selon le réalisateur à trouver des solutions qui les satisfont tous deux.
Durant la séquence du restaurant, lors de l'explosion de l'aquarium, Tom Cruise joue sans doublure. Cette séquence, tournée aux studios de Pinewood, est assez délicate à filmer, car l'acteur doit faire un bond assez important. Elle est tournée une première fois avec un cascadeur, mais le réalisateur estime que le rendu à l'image est mauvais et demande à Tom Cruise de la tourner lui-même. Bien que la scène soit très préparée, Tom Cruise est un peu angoissé à l'idée de la tourner, mais il accepte de le faire par professionnalisme, déclarant néanmoins au réalisateur juste avant de tourner : « Tu sais, je ne suis qu'un acteur ». En revanche, c'est un cascadeur qui joue dans le dernier plan de la séquence, lorsque Ethan s'enfuit : comme beaucoup d'eau était déversée, il fallait un homme très rapide pour jouer cette scène. Les poissons utilisés dans la séquence sont des leurres en caoutchouc.
La séquence dans la chambre forte de la CIA a été préparée par Brian De Palma sur un logiciel d'architecture, mais c'est le décorateur Norman Reynolds, connu pour sa participation à certains films de la série Star Wars, qui lui a donné son côté « science fiction ».

#### Lieux de tournage
Sauf indication contraire, les informations mentionnées dans cette section peuvent être confirmées par la base de données cinématographiques IMDb,  présente dans la section « Liens externes ».
- Angleterre[20]
  - Plateau Albert R. Broccoli 007, Pinewood Studios, Buckinghamshire
  - Southwark, Londres
  - South Bank, Lambeth, Londres
  - Fleet, Hampshire
  - Gare de Liverpool Street et Ponti's Cafe, Londres
  - Tate Britain, Millbank, Cité de Westminster, Londres
  - Tower Bridge, Londres
- Écosse
  - ligne ferroviaire Glasgow-Dumfries-Carlisle
- France[réf. nécessaire]
  - Ateliers SNCF du Landy (séquences extérieures du TGV en toiture avec une rame TGV Réseau)
  - Pont-de-Buis-lès-Quimerch (séquences aériennes avec une rame TGV Atlantique)
- États-Unis
  - Champaign, Illinois
  - State Highway 313, Moab, Utah
  - Drake Hotel, Near North Side, Chicago, Illinois
  - McLean, Virginie
  - District de Columbia
- République tchèque
  - Pont Charles, Prague
  - Europa Hotel, Prague
  - Lichtenstein Palace, Île Kampa, Prague
  - Musée national de Prague, Prague

### Post-production
Après la fin du tournage, la post-production s'étend jusqu'au printemps 1996, ce que Brian De Palma juge « interminable ». C'est la première fois qu'il réalise un film nécessitant autant d'effets spéciaux. Ils sont réalisés dans les studios situés au Skywalker Ranch de George Lucas, en Californie (Brian De Palma connaît George Lucas depuis 1969 ou 1970). Il apprécie l'équipe de Lucas mais trouve longue et « fastidieuse » la réalisation des effets spéciaux. La scène où Ethan Hunt enlève son masque de Jim Phelps, par exemple, est d'abord tournée avec Jon Voight qui joue Phelps, puis Tom Cruise est filmé en train d'ôter un véritable masque créé par le chef maquilleur Rob Bottin et un effet de morphing assure le raccord entre les deux. Lucas suggère à De Palma d'inclure une scène de briefing pour la mission de Prague, afin que le public comprenne mieux le rôle de chaque agent.

### Musique

#### Mission Impossible: Music from and Inspired by the Motion Picture
Bandes originales de Mission impossible
Mission impossible 2
(2000)
Singles
Mission Impossible: Music from and Inspired by the Motion Picture est la bande originale du film. Le titre phare est la reprise du thème original de Lalo Schifrin par deux des membres de U2, Adam Clayton et Larry Mullen, qui se classera 7e au Billboard Hot 100. L'album a été également un succès, atteignant notamment la 16e position du Billboard 200.

##### Liste des titres
1. Theme from Mission: Impossible - Adam Clayton et Larry Mullen, Jr. (3:27)
2. Spying Glass - Massive Attack (5:21)
3. I Spy - Pulp (5:56)
4. Impossible Mission - Danny Elfman (5:35)
5. Headphones - Björk (5:40)
6. Weak - Skunk Anansie (3:31)
7. On & On - Longpigs (4:11)
8. Claire - Danny Elfman (2:55)
9. Dreams - The Cranberries (4:13)
10. You, Me And World War III - Gavin Friday (4:28)
11. So - Salt (3:33)
12. Trouble - Danny Elfman (3:32)
13. No Government - Nicolette – (5:31)
14. Alright - Cast (3:35)
15. Mission: Impossible Theme (Mission Accomplished) - Adam Clayton et Larry Mullen, Jr. (3:05)

#### Compositions originales de Danny Elfman
Le label Point Music a également commercialisé la musique originale de Danny Elfman, le 28 juin 1996. La musique est composée à partir du thème original de la série par Lalo Schifrin. Brian De Palma ne souhaite pas demander Schifrin d'écrire toute la musique de film, il pense qu'il ne pourrait pas le faire. Il est compliqué de trouver un compositeur qui accepte de travailler à partir des thèmes déjà existants, les compositeurs souhaitant plutôt écrire leur propre thème, à l'instar de John Williams, d'abord contacté pour le projet. C'est donc Alan Silvestri qui est au départ engagé pour composer la musique du film. Mais après un conflit avec la production, il quitte le projet. Selon Brian De Palma, Silvestri a voulu enregistrer directement ses compositions sans tenir compte des suggestions du réalisateur. Sa musique pour ce film était trop « mélodique » et avait « quelque chose d'excessif ». Brian De Palma finit par estimer que la musique ne plaira pas à Tom Cruise. Danny Elfman étant libre, il est engagé et Brian De Palma travaille avec lui en allant le voir quotidiennement à son domicile où il étudie les morceaux sur ordinateur.

##### Liste des titres
1. Sleeping Beauty (2:28)
2. Mission : Impossible Theme - Lalo Schifrin (1:02)
3. Red Handed (4:21)
4. Big Trouble (5:33)
5. Love Theme? (2:21)
6. Mole Hunt (3:02)
7. The Disc (1:54)
8. Max Found (1:02)
9. Looking For "Job" (4:38)
10. Betrayal (2:46)
11. The Heist (5:46)
12. Uh-Oh! (1:28)
13. Biblical Revelation (1:33)
14. Phone Home (2:25)
15. Train Time (4:11)
16. Menage a Trois (2:55)
17. Zoom A (1:53)
18. Zoom B (2:54)

## Accueil

### Accueil critique
Aux États-Unis, le film reçoit des critiques partagées, avec un léger avantage sur les critiques positives. Ainsi, il obtient 61 % d'opinions favorables sur l'agrégateur Rotten Tomatoes, pour 49 critiques recensées. Sur Metacritic, la tendance est quasiment la même avec une moyenne de 60⁄100 pour 16 critiques presse. Si la plupart des critiques soulignent les qualités visuelles du film, certaines, comme celle parue dans USA Today, reprochent un manque de « dimension humaine », malgré un casting impeccable.
En France, le film est bien accueilli. Sur le site AlloCiné, qui ne recense que 5 titres de presse, la note moyenne est de 4⁄5. Dans la revue Positif, Laurent Vachaud écrit que « le résultat est en tous points enthousiasmant […] grâce à un scénario que De Palma paraît avoir supervisé de très près, tant les thèmes développés recoupent sa thématique personnelle ». Pour Claude Baignères du Figaro c'est « une merveille de construction dramatique ». Dans Le Monde, Samuel Blumenfeld remarque que le réalisateur Brian De Palma « livre un film très personnel où l’image devient un personnage à part entière ». Gérard Lefort de Libération écrit que « Mission : Impossible est le grand film du virtuel qui ouvre sous nos yeux le vertige d’une fiction dont rien n’indique qu’elle n’est pas tout à fait un documentaire ».

### Box-office
Le film récolte un bon succès mondial, avec 457 731 198 $ de recettes, pour un budget d'environ 80 millions de dollars. Aux États-Unis, il bat à l'époque le record de la meilleure ouverture d'un film sorti le vendredi avec 11,8 millions de dollars de recettes et détrône Terminator 2 : Le Jugement dernier (1991, James Cameron) et ses 11,7 millions. Mission impossible bat ensuite le record de recettes en six jours avec 75 millions de dollars, qui était jusqu'à présent détenu par Jurassic Park (1993, Steven Spielberg). De plus, durant le long week-end du Memorial Day, le film récolte 56 millions de dollars supplémentaires et surpasse ainsi un record détenu par La Famille Pierrafeu (1994, Brian Levant). Aux États-Unis et au Canada, le film termine son exploitation avec 180 981 856 $ de recettes, et totalise 41.1 millions d'entrées vendues.
En France, le succès est tout aussi important, avec au total 4 120 262 d'entrées. Le film reste 7 semaines à l'affiche et est le 5e meilleur film de 1996,.
| Pays ou région            | Box-office                                     | Date d'arrêt du box-office | Nombre de semaines |
| ------------------------- | ---------------------------------------------- | -------------------------- | ------------------ |
| États-Unis (1er week-end) | 45 436 830 $                                   | du 24 au 26 mai 1996       | -                  |
| États-Unis Canada         | 180 981 856 $                                  | 15 décembre 1996           | 30                 |
| États-Unis                | 41 128 000 entrées (Approx.)                   | -                          | -                  |
| France Paris              | 29 058 617 $ 4 120 262 entrées 921 254 entrées | -                          | -                  |
| Total hors États-Unis     | 276 749 342 $                                  | 15 décembre 1996           | 30                 |
| Total mondial             | 457 731 198 $                                  | 15 décembre 1996           | 30                 |

## Distinctions
Source : Internet Movie Database et Allociné

### Récompenses

#### 1996
- Golden Screen : Golden Screen des films ayant totalisé 3 millions d'entrées en 18 mois

#### 1997
- BMI Film and TV Awards : BMI Film Music Awards de la meilleure musique de film
- Producers Guild of America Awards : Nova Award du producteur de film le plus prometteur pour Paula Wagner[36]

### Nominations

#### 1996
- Awards Circuit Community Awards (ACCA) :
  - Meilleur montage de film pour Paul Hirsch
  - Meilleur son
  - Meilleurs effets visuels
- Cahiers du cinéma : meilleur film (Huitième place) pour Brian De Palma
- MTV Video Music Awards : meilleure vidéo pour un film pour Adam Clayton et Larry Mullen Jr.
- The Stinkers Bad Movie Awards :
  - Pire scénario pour un film rapportant plus de 100 millions de dollars avec Hollywood Math[37] pour David Koepp, Robert Towne et Steven Zaillian
  - Pire résurrection d'une émission de télévision

#### 1997
- Academy of Science Fiction, Fantasy and Horror Films - Saturn Awards : meilleur film d'action, d'aventures ou thriller
- Awards of the Japanese Academy : meilleur film en langue étrangère
- Kids' Choice Awards : acteur de cinéma préféré pour Tom Cruise
- MTV Movie Awards : meilleure scène d'action (pour la poursuite train-hélicoptère)
- Online Film and Television Association :
  - Meilleure chanson adaptée (pour la musique du thème Mission: Impossible) pour Adam Clayton, Larry Mullen Jr. et Lalo Schifrin
  - Meilleur mixage sonore pour Ron Bartlett, Christopher Boyes, Shawn Murphy et Gary Rydstrom
  - Meilleur montage d'effets sonores pour Tom Bellfort et Christopher Boyes
  - Meilleurs effets visuels pour Andrew Eio, John Knoll, Joe Letteri et George Murphy
- Producers Guild of America Awards : producteur le plus prometteur pour Tom Cruise[36]
- Razzie Awards : pire scénario pour un film ayant dépassé 100 M$ de recettes pour David Koepp, Robert Towne et Steven Zaillian
- Satellite Awards : meilleur montage de film pour Paul Hirsch

### Sélections
- Festival du cinéma américain de Deauville 1996[36] :
  - Film d'ouverture pour Brian De Palma
  - Premières - hors compétition pour Brian De Palma

## Éditions en vidéo
En France, le film Mission : Impossible est sorti en DVD le 5 juillet 2000. Le film est également sorti en VOD le 14 octobre 2016. Une version Blu-ray est sortie le 3 juin 2008, une seconde le 3 juillet 2018. A l'occasion du 25e anniversaire, une édition Blu-ray est sortie le 9 juin 2021
À la suite des évolutions techniques afin d'améliorer la qualité d'image et de sons, le film sort en 4K Ultra HD + Blu-ray le 3 juillet 2018. Enfin, une édition SteelBook limitée 4K Ultra HD + Blu-ray le 28 juin 2023.

## Autour du film

### Libertés prises avec la réalité

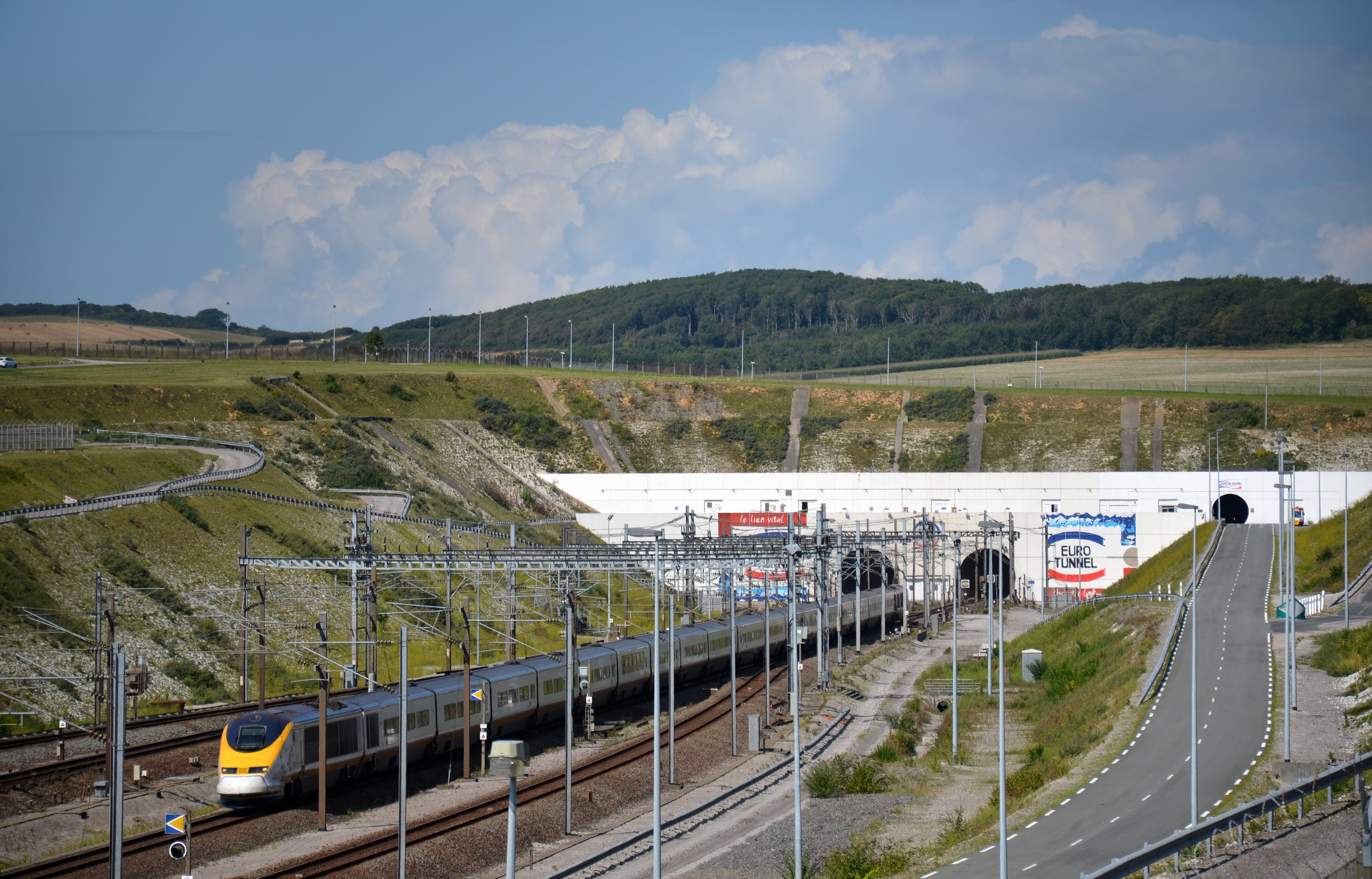
L'entrée des tubes du tunnel sous la Manche avec le passage d'un Eurostar, à Coquelles (France).

Les différentes libertés prises avec la réalité se concentrent dans les scènes du TGV Londres-Paris :
- le zoom lors de la vue aérienne montre une voiture dont les freins sont censés être bloqués, puisqu'un voyant est affiché rouge sur sa paroi[43] ;
- le train roule sur la voie de droite[44], alors qu'au Royaume-Uni, comme en France (sauf en Alsace-Moselle), ils circulent obligatoirement à gauche ;
- il y a un fourgon à bagages dans la motrice du train[45], alors qu'aucune sorte de TGV ne présente un tel aménagement dans cette partie de la rame ;
- Ethan Hunt accède au toit du train par une trappe normalement inaccessible et impossible à ouvrir lorsqu'il roule[46] ;
- le train semble rouler à 300 km/h sur une ligne classique (mais aussi dans le tunnel sous la Manche, pourtant limité à 160 km/h). Or, une telle vitesse n'est possible que sur une ligne à grande vitesse, type de ligne équipé de caténaires (et d'une signalisation en cabine, au lieu d'une signalisation latérale telle que visible dans la séquence[47]). Celles-ci ne sont d'ailleurs pas présentes, ce qui permet à l'hélicoptère de Franz Krieger (interprété par Jean Reno) de s'approcher très près du train[47]. On se rapproche ainsi de la réalité, puisque jusqu'en septembre 2003 (date de mise en service de la première section de la LGV britannique), l'alimentation électrique de l'Eurostar en Angleterre se faisait uniquement par l'intermédiaire d'un troisième rail. Néanmoins, le lieu de tournage est en fait principalement la Glasgow South Western Line (en), ligne dénuée de tout système d'électrification (or un TGV est un train seulement électrique et ne pourrait y circuler de façon autonome)[48], limitée à 129 km/h et située à des centaines de kilomètres du tunnel ;
- dans ce qui est présenté comme le tunnel sous la Manche, le train sur lequel se trouve Ethan en croise un autre. Un tel croisement est impossible dans ledit tunnel, dans la mesure où les trains allant de la France vers l'Angleterre ont un tube de circulation ferroviaire propre, et que les trains faisant le chemin opposé ont aussi le leur propre[49]. De plus, les caténaires sont de nouveau absentes ;
- le freinage d'urgence du train, commencé à une vitesse élevée — après l'écrasement de l'hélicoptère sur le nez de sa motrice arrière —, est trop rapide pour être réaliste[50] ;

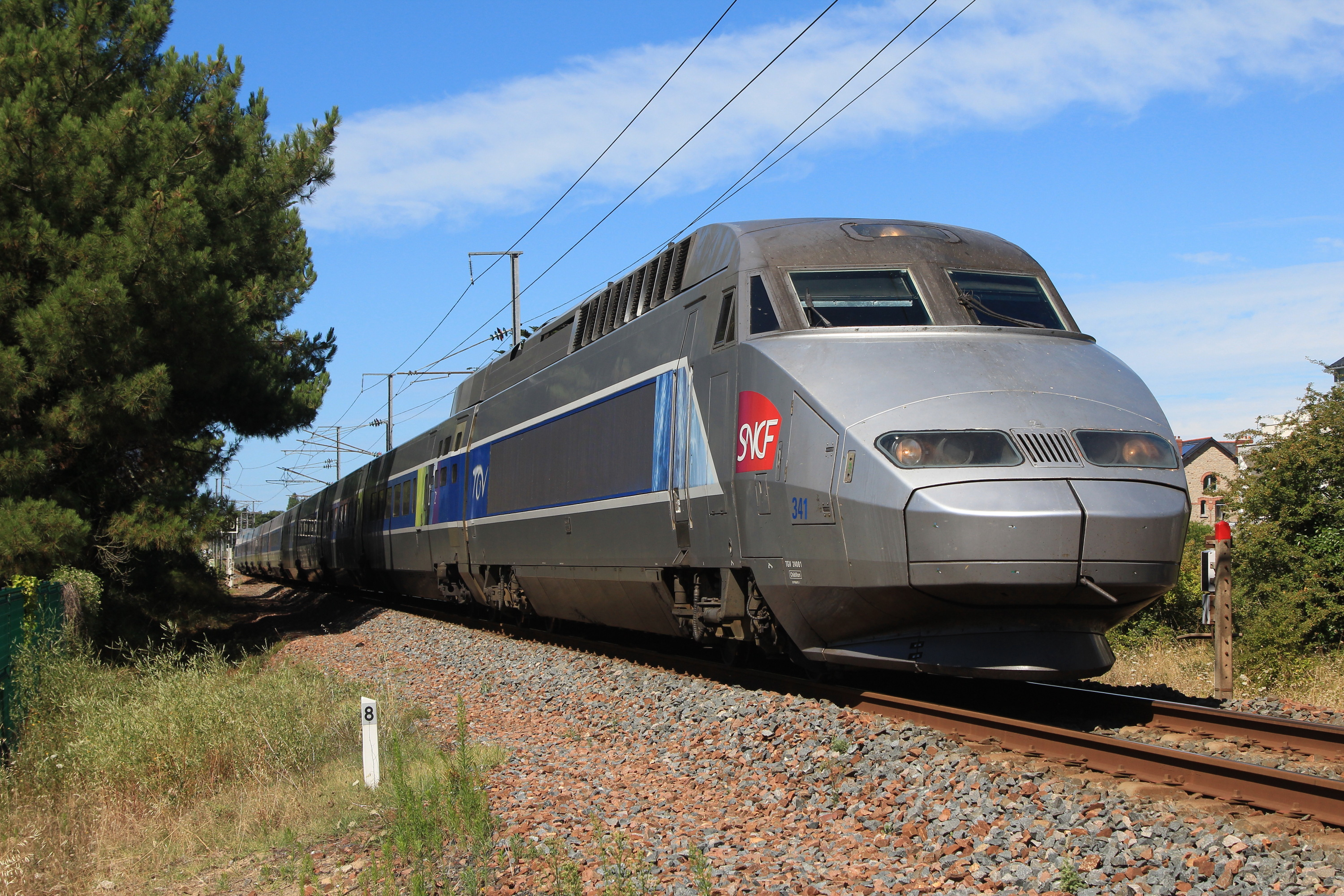
TGV Atlantique.

- la rame TGV Atlantique no 336[51] a été utilisée en lieu et place d'une rame du parc Eurostar[52] (alors que les rames Atlantique ne sont pas habilitées à effectuer des liaisons trans-Manche et ne disposent pas de frotteurs pour le captage du courant du troisième rail). De plus, les deux billets de train indiquent le numéro de circulation 8709 — les numéros en 8XXX sont employés par la SNCF pour les TGV au départ ou à destination de Paris-Montparnasse, Hélicoptère Md500n utilisé par Krieger.alors que les Eurostar ont toujours des numéros en 9XXX et utilisent la gare de Paris-Nord —, billets qui portent de plus le même numéro de siège (place 46 dans la voiture 12 en 1re classe)[53]
- le fait que l'hélicoptère entre dans le tunnel sous la Manche est impossible. En effet, le diamètre d'un rotor d'hélicoptère est très rarement inférieur à 7,5 mètres (le diamètre du rotor d'un MD500 est de 8,10 m[54]); or, chaque tube de ce tunnel a un diamètre de 7,6 m et est de plus équipé d'une caténaire, empêchant de fait toute manœuvre d'un tel aéronef. De plus, à plusieurs reprises les pales de cet hélicoptère touchent les parois du tunnel, ce qui, dans le film, ne donnent lieu qu'à une très brève perte de contrôle ; dans la réalité, de tels chocs sur les pales sont synonymes de crash.

### Adaptation en jeu vidéo
En 1997, Infogrames Entertainment édite le jeu Mission impossible sur Nintendo 64. Il ne sortira qu'en 1999 sur PlayStation.
Il mélange tir à la troisième personne et infiltration et consiste en une suite de missions à multiples objectifs, se passant un peu partout dans le monde. Une panoplie de gadgets (facemaker, sarbacane, fumigènes…) sont à la disposition du joueur.

## SagaMission impossible
| Titre français                            | Année | Réalisateur           | Budget        | Total box-office |
| ----------------------------------------- | ----- | --------------------- | ------------- | ---------------- |
| Mission impossible                        | 1996  | Brian De Palma        | 78 000 000 $  | 457 696 359 $    |
| Mission impossible 2                      | 2000  | John Woo              | 125 000 000 $ | 546 388 105 $    |
| Mission impossible 3                      | 2006  | J. J. Abrams          | 150 000 000 $ | 397 850 012 $    |
| Mission impossible : Protocole Fantôme    | 2011  | Brad Bird             | 145 000 000 $ | 694 713 380 $    |
| Mission impossible : Rogue Nation         | 2015  | Christopher McQuarrie | 150 000 000 $ | 682 714 267 $    |
| Mission impossible : Fallout              | 2018  | Christopher McQuarrie | 178 000 000 $ | 791 107 538 $    |
| Mission impossible : Dead Reckoning       | 2023  | Christopher McQuarrie | NC            | NC               |
| Mission: Impossible - The Final Reckoning | 2025  | Christopher McQuarrie | NC            | NC               |